# Tarvo

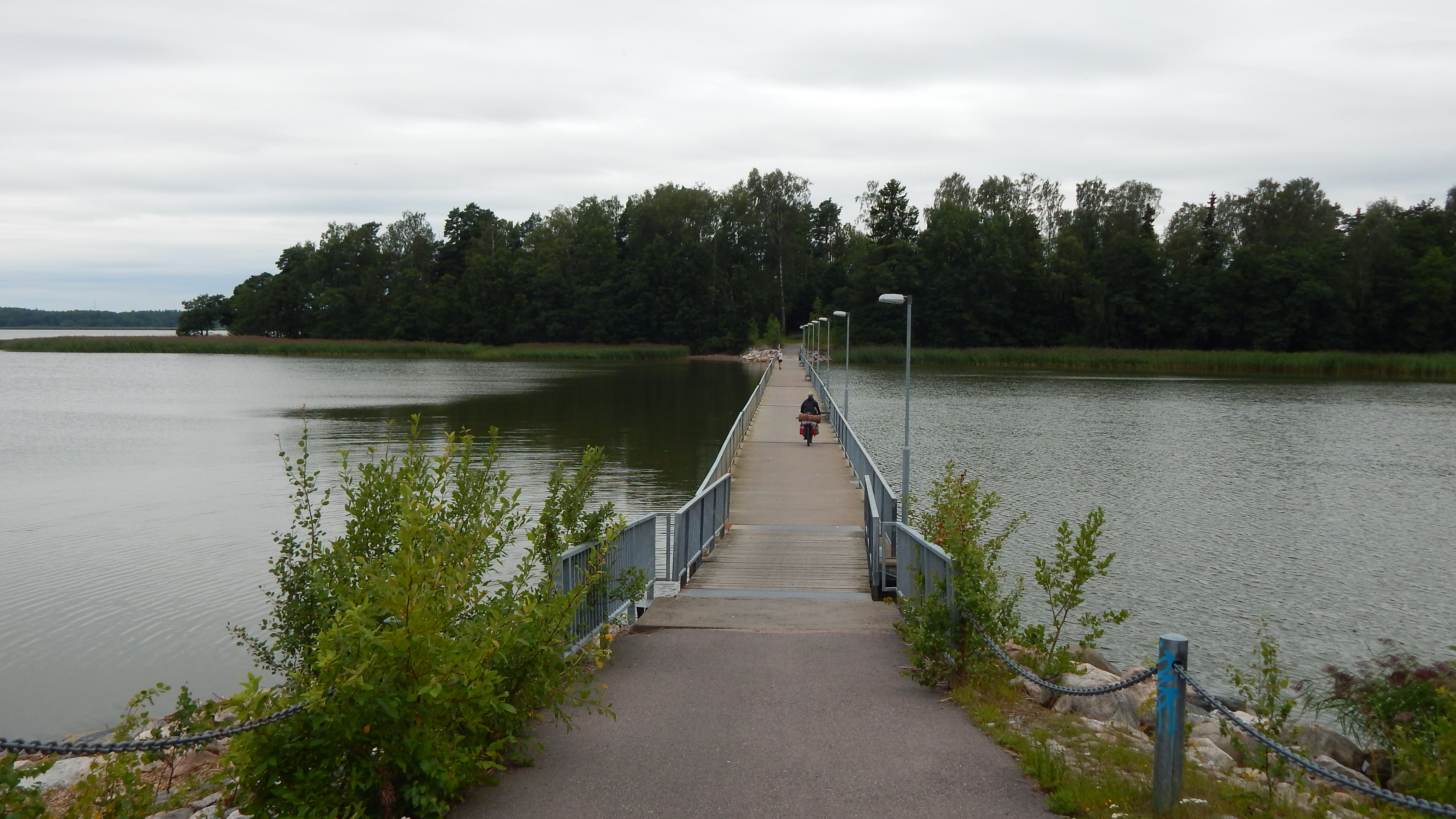
Östra Tarvobron med Tarvo i bakgrunden 2016

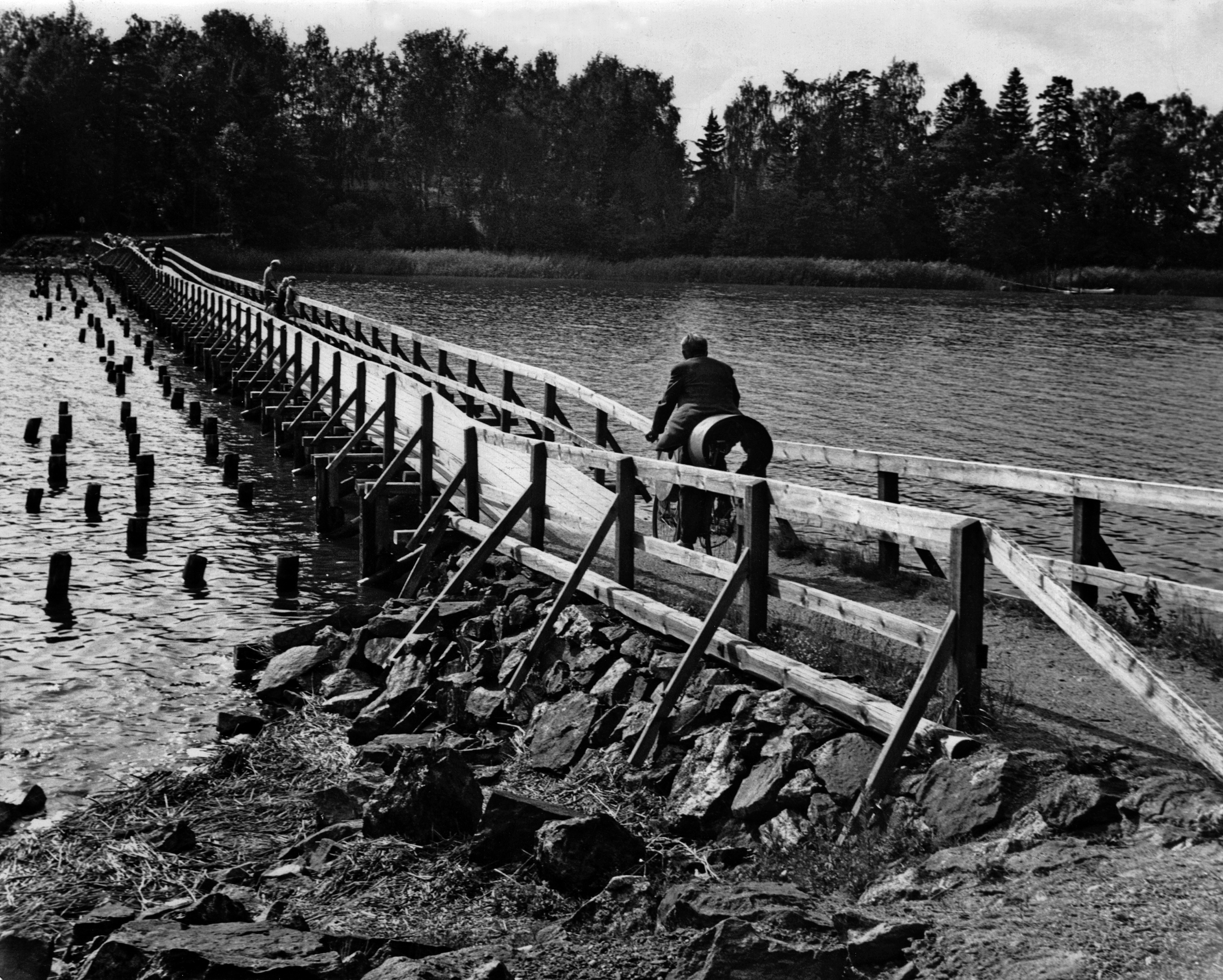
Östra Tarvobron 1956

Tarvo är en holme på gränsen mellan Helsingfors och Esbo i Finland. Holmen skiljer Stora Hoplaxviken från Bredviken. Den högsta punkten ligger cirka 15 meter över havet.
Över Tarvos norra spets går Åboleden sedan 1962 – motorvägen från Helsingfors västerut – som sedan byggnadsskedet allmänt kallats Tarvovägen. Tarvo har landförbindelse till fastlandet på Helsingforssidan via motorvägens vägbank, medan motorvägen har en smal bro i vägbanken på västra sidan. Det finns ingen anslutning till holmen från motorvägen, men på södra sidan av vägbanken ligger den sista biten av Ritobergsvägen som fungerar som körförbindelse från Munksnäs.
Över Tarvo går också en kanonväg som byggdes av ryssarna mellan Munksnäs och Bredvik 1915 som en del av fortifikationslinjen Krepost Sveaborg. Denna väg med sina broar (Östra och Västra Tarvobron) är numera gång- och cykelväg. De ursprungliga broarna finns inte längre utan de har ersatts med pontonbroar. Mittemot Tarvo, på Linudden, ligger Gallen-Kallelamuseet i ateljévillan Tarvaspää.
I tiderna bodde fiskare på holmen. Nuförtiden finns där två villor byggda 1926 och 1928. I den ena av dem fanns i tiderna en restaurang och sedan 1970-talet Helsingfors stads rekreationscenter för åldringar. Villorna är sedan början av 2000-talet i privat användning. Under förbudslagen var Tarvo känt som ett spritsmugglingsställe.

## Namnet
Holmen har haft namnet Tarvo, med varierande stavning, senast i början av 1700-talet, men möjligen sedan medeltiden. Det finns inga säkra uppgifter om namnets ursprung. Trots att Helsingforsregionens bosättning varit svenskspråkig verkar det troligt att namnet har finskt ursprung och kommer av ordet tarvas, som betyder oxe, älg, eller annat stort djur, främst i folkdiktning. Möjligen kan holmens läge i ett smalt sund ha gett dess namn då älgar kan tänkas ha korsat sundet via Tarvo.